# 정수루
정수루(正綏樓)는 대한민국 전라남도 나주시 금계동에 있는 조선시대의 건축물이다. 1984년 2월 29일 전라남도의 문화재자료 제86호로 지정되었다.

## 개요
조선 선조 36년(1603)에 나주목사로 부임한 우복용이 지은 것으로, 나주의 관아문 구실을 했던 것이다.
앞면 3칸·옆면 2칸 규모의 2층 누각이며, 1층 양 옆은 벽으로 되어 있고 나머지 부분은 개방하였다. 지붕은 옆면에서 볼 때 여덟 팔(八)자 모양인 팔작지붕이다. 2층에는 한때 시간을 알리기 위해 매달아 놓았던 북을 다시 복원해 놓았다.

## 현지 안내문
이 누각은 나주목 관아문으로 1603년(선조 36)에 나주목사로 부임한 동계 우복룡이 건립한 것으로 전해진다. 지금 남아 있는 건물은 구조나 양식 등으로 보아 19세기에 크게 중수된 것으로 보인다. 이곳을 지나면 나주목 관아닌 동헌인 외동헌(제금헌)과 내동헌(금학헌)이 있었다. 지금은 내동헌인 목사내아만 남아 있다. 정수루 주변에는 목사를 보좌하던 향리들의 집무처가 즐비하게 늘어서 있었으며, 동쪽으로는 나주목의 궁실인 나주객사 금성관과 금성관의 정문인 망화루 등의 관아 건물이 배치되었다.
한편 정수루 큰북은 학봉 김성일(1583.8.12~1586.10 재임)이 나주목사로 재임하면서 설치한 것이 인연이 되어 현재에 이른다. 학봉 김성일은 나주목사로 부임하면서 나주가 매우 번화한 고을이라 민정이 막힐까 두려워하여 북 하나를 내 걸도록 하였다. 그리고 영을 내리기를 "만약 원통한 일을 하소연하고 싶은 자는 반드시 와서 이 북을 치라"하였다. 그러자 백성들이 의견이 있으면 반드시 진달해 일이 막히는 법이 없어 위 아래가 서로 화합하니 온 고을 백성들이 크게 기뻐하였다고 전해온다. 지금의 북은 2003년에 나주시가 제작하여 설치한 것이다. 학봉 김성일은 나주목사로 부임하여 인덕지(仁德池)를 정비하고 경현서원을 창건하기도 하였다.

## 참고 자료
- 정수루 - 국가유산청 국가유산포털